# Adauto Pereira
Adauto Pereira de Lima (Pombal, 4 de junho de 1935 - Chapecó, 27 de dezembro de 2003) foi um agropecuarista, industrial e político brasileiro.

## Biografia

Assinatura de Adauto Pereira na Constituição de 1988. Arquivo Nacional.

Nascido em uma família de políticos, Adauto Pereira tornou-se conhecido, durante os 19 anos de mandato como deputado federal, por não ter nenhum pronunciamento em sua página na época que esteve na Câmara dos Deputados. Elegeu-se pela primeira vez em 1982, aos 47 anos de idade - pelo antigo PDS, obteve 47.600 votos, sendo o quinto mais votado na Paraíba.
Reeleito em 1986, deixa o PDS em 1990 para integrar-se ao PFL, onde se reelegeria por mais 4 oportunidades - 1990, 1994, 1998 e 2002, sendo que nesta última legislatura, permaneceu por apenas dez meses.

## Morte
Em 27 de dezembro de 2003, Adauto é encontrado morto em um hotel na cidade catarinense de Chapecó, aos 68 anos. Ele foi vítima de um infarto fulminante.
Sepultado em sua cidade natal, o ex-deputado deixou a esposa Mirtes Pereira, além de três filhos (Francisco , Thyanna , e Mário ) e três irmãos (Ademar, Adriano e Aércio, que foi deputado estadual).